# Scleronotus flavosparsus
Scleronotus flavosparsus är en skalbaggsart som beskrevs av Julius Melzer 1935. Scleronotus flavosparsus ingår i släktet Scleronotus och familjen långhorningar. Inga underarter finns listade i Catalogue of Life.